# RoboSapien
RoboSapien é um robô desenhado por Mark Tilden que pode ser controlado remotamente por infravermelho, seja através de um PC com PDA infravermelho ou um smartphone com um adaptador. É alvo de melhoramentos de hackers que lhe desenvolvem novas funcionalidades graças a ter sido construído de forma a suportá-las, pois é fácil de desmontar e todos os seus componentes estão devidamente identificados.

## Funções
- Diferentes movimentos de Kung Fu
- Caminhadas, corridas e voltas
- Função de armas, com dois tipos de garras
- Movimentos fluidos e gestos: dinâmica rápida de 2 velocidades andando e girando, de pleno braços com dois tipos de garras
- 67 funções pré-programadas: pick-up, jogar, chutar, dança, kung-fu, pum, arroto, rap e muito mais; 3 modos de manifestação
- Totalmente programável por controle remoto: Até 84 etapas do programa com 4 modos de programa para operações avançadas; programáveis "reflexos" ao som e ao toque estímulos
- Funções de controle remoto
- 4 modos de programação
- Robosapien é programável para "reagir" para tocar, pegar, pontapés ou som
- Apelido de "homem das cavernas" pela sua fisionomia
- Se desliga automaticamente após muito tempo parado
- Melhor aproveitamento da bateria (3 pilhas "AA" no contole e 4 pilas "D" no robô)